# Лелива (герб)
Герб Лели́ва (пол. Leliwa, Lelijva) — дворянский герб, который использовали дворяне Польши и Литвы. Впервые Герб Лелива упоминается в 1399 году. Согласно наиболее часто цитируемому мнению Яна Длугоша, герб имеет немецкие корни. Однако этой позиции не разделяет современный польский историк Влодзимеж Дворжачек: по его мнению, род Леливитов, как и их герб, имеет исключительно польское происхождение. Лелива была распространена преимущественно в краковском, сандомирском и познаньском воеводстве, но также и на восточных окраинах Речи Посполитой. Всего гербом пользовались 830 родов, в том числе  Гуттен-Чапские, Тышкевичи, Тарновские и Полонские.
На Украине герб выступал в качестве основы или элемента гербов городов Тернополя (герб Тарновских), Копайгорода (герб Мясковских), Гранова, Завалова, Николаева на Подолье (герб Синявских).

## Описание герба

### Историческое описания
Ян Длугош приводит следующее описание:
Leliwa, que lunam defectuosam cum stella glauca im campo celestino defert.
Что в переводе значит:
Лелива, изогнутая луна со звездой жёлтой посредине в поле синем.

Каспер Несецкий упоминает про версию с красным полем (Лелива V):
Должна быть луна как на новую неполной, рогами вверх обращенной, в середине её звезда о шести лучах в поле синем, либо, как некоторые используют, в красном; луна должна быть золотой. Нашлемник павлиний хвост, на нем такая же луна(...)

### Описание герба
В поле лазоревом полумесяц золотой, над которым шестиконечная звезда золотая. Намет лазоревый, подбитый золотом. Нашлемник — хвост павлиний, на котором такая же эмблема.
Базовая версия герба, используемая повсеместно впоследствии, была сформирована в XVI веке. Самое раннее из сохранившихся изображений датируется 1334 годом. Промежуточным этапом эволюции стал XV век, когда стали встречаться версии герба с тремя павлиньими перьями и эмблемой в нашлемнике. В то же время герб был представлен в достаточно большом количестве альтернативных вариантов, что было весьма распространено в польской геральдике.

## Генезис

### Первые письменные упоминания
История герба уходит в XII столетие. Эмблемой изображающей Леливу пользовался как печатью благословенный Бертольд из Гарстена в 1140 году.

Один из вариантов названия герба — «Леливчик» — упоминается в 1357 году.

В 1359 в лесах Валахии после поражения против молдавской армии хоругвь Лелива попала в руки врага.

Самое раннее упоминание в судебных документах относится к 1399 году: «…de clenodio lune et stelle, et de proclamacione Lelywa».

В битве под Грюнвальдом в 1410 приняли участие три хоругви под гербом Лелива. Это были хоругви братьев Яна из Тарнова (воевода краковский) и Спытка из Ярославия, а также хоругвь Винцента из Гранова (кастелян сьремский и староста велькопольский).

Актом Городельской унии в 1413 году Лелива попала в Великое Княжество Литовское (герб был принят воеводой виленским Монивидом от Яна Тарновского и Ядвиги из Лежниц).

## Герб используют
Абрамовичи (Abramowicz), Адамковичи (Adamkowicz), Адамовичи (Adamowicz, Adamowicz Starowolski), Аксановы (Aksanow), Альбицкие (Albicki), Анчевские (Anczewski), Андржеевичи (Andrzejewicz), Аншенские (Anszenski), Аншевские (Anszewski), Антошевские (Antoszewski), Анушевичи (Anuszewicz), Анушевские (Anuszewski), Бабчинские (Babczynski), Бацевичи (Bacewicz), Бадковские (Badkowski), Багрицевичи (Bagrycewicz), Багриновичи (Bahrynowicz), Багриновские (Бахриновские, Bachrynowski, Bahrynowski), Байеры (Bajer, Baier, Bair, Bayer, Beyer), Бакриновские (Bakrynoski, Bakrynowski), Балучинские (Baluczynski), Барановичи (Baranowicz), Бартковские (Bartkowski), Башовские (Baszowski), Бауры (Бауэр, Baur, Bauer), Баурские (Baurski), Бондковские (Badkowski), Бедлинские (Bedlinski, Bedlenski), Бедземеровские (Bedziemierowski), Бернатовичи (Bernatowicz), Бесовские (Besowski), Бялопетровичи, Бялошицкие (Bialoszycki), Беловские (Bielowski), Блоцкие (Blocki), Бобинские (Bobinski), Боболи (Bobola), Бодзанта (Bodzanta), Бодзевские (Bodzewski), Боржуховские (Borzuchowski), Бразинские (Brazynski), Броневские (Broniewski), Бржоздовские (Brzozdowski), Бржозогайские (Brzozogajski), Будилто (Budilto z Litwy), Булгаки (Bulhak), Бураковские (Burakowski), Гримальские-Витрики (von Grimalskie-Witriki), Церкасы (Cerkas), Хероши (Chierosz), Хласко (Chlasko), Хлеб (Chleb), Глебовичи (Chlebowicz, Hlebowicz, Hlabovic), Хоборские (Choborski), Хоцятовские (Chociatowski), Хросцицкие (Chroscicki, Chroscicki Sieczko), Хрусцицкие (Chruscicki), Циховичи (Cichowicz), Циховские (Cichowski, Czichowski), Цудовские (Cudowski), Чабинские (Czabinski), Чаевские (Czajowski), графы и дворяне Чапские (Czapski), Чарнецкие (Czarnecki), Чеховичи (Czechowicz), Челятицкие (Czelatycki), Челятинские (Czelatynski), Черчицкие (Czerczycki), Черкасы (Czerkas), Ческие (Czeski), графы и дворяне Чобор (Czobor), Чубинские (Czubinski), Чудовские (Czudowski), Чульские (Czulski), Дамерау (Damerau), Данецкие (Danecki), Дашкевичи (Daszkiewicz), Дашковичи (Daszkowicz), Дашковские (Daszkowski), Домбы (Dab), Домбровские (Dabrowski), Демриц (Demritz), Длуголэнцкие (Dlugolecki), Добрянские  (Добржанские, Dobrzanski), Дорогостайские (Dorohostajski, Dorohostayski), Дорповские (Dorpowski), Драславские (Draslawski), Фрейман-Остацевичи (Freiman-Ostacewicz), Фриевичи (Fryjewicz), Гаугловские (Gauglowski), Гецевичи, Гештовт Локанский, Гетолд (Gietold), Гинтовты (Gintowt), Гировские (Girowski), Годушевские (Goduszewski), графы и дворяне Голуховские (Goluchowski, v. Gross-Goluchow), Горка (Гурка, Gorka), Горканские (Gorkanski), Горкунские (Gorkunski), Готартовские (Gotartowski, Gortatowski), Гоздские (Gozdzki), Граневские (Graniewski), Грановские (Granowski), Гроховские (Grochowski), Гвяздовские (Gwiazdowski), Гласко (Hlaska, Hlasko), Гортынские (Hortynski), Гринкевичи-Судник (Hrynkiewicz-Sudnik), Иржиковичи (Irzykowicz), Яцкевичи (Jackiewicz), Яцославские (Jacoslawski), Ячевские (Jaczewski), Яковичи (Jakowicz), Ярославские (Jaroslawski), Яскманицкие (Jaskmanicki), Елец (Jelec), Ержикевичи (Jerzykiewicz), Ериковичи (Jerzykowicz, Jerzykowicz Mondwid), Ежовские (Jezowski), Юзефовичи (Jozefowicz, Jozefowicz Hlebicki), Юхневичи (Juchniewicz), Юхновичи (Juchnowicz, Iuchnowicz Sungin), Юрковские (Jurkowski), Юскевичи (Juskiewicz), Юшкевичи (Juszkiewicz), Кадзинские (Kadzinski), Каленицкие (Kalenicki, Kalenicki Tyszkiewicz), Каленики (Kalenik), Карачовские (Karaczowski), Карсницкие (Karsnicki, Karsznicki), Каские (Kaski), Керш (Kiersz), Кевличи (Kiewlicz), Кирша (Kirsza), Киские (Kiski), Кокоские (Kokoski), Конинские (Koninski), Копестынские (Kopestynski), Коппет (Koppet), Копыстынские (Kopystynski, Kopyszynski), Корчинские (Korczynski), Костевичи (Kostewicz), Коташевичи (Kotaszewicz), Козельские (Kozielski), Краевские (Krajewski), Кроницкие (Kronicki), Кросно (Krosno), Крупка (Krupka), Крысинские (Krysinski), Кржеш (Krzesz), Крживоблоцкие (Krzywoblocki, Krzywoblodzki), Кшинецкие (Kszyniecki), Кукель (Kukiel), Кукель-Краевские (Kukiel-Kraewskie), Куманецкие (Kumaniecki), Куммер (Kummer), Кунтер (Kunter), Курмины, Кухмистржовичи (Kuchmistrzowicz, Kuchmistrzewicz), Куцинские (Kucinski), Лясковские (Laskowski), Лелива (Leliwa), Льгоцкие (Lgocki), Липинские (Lipinski), Лисовские (Lisowski), Литынские (Litynski), Лостины (Lostin), Ласко (Laski, Lasko, Hlasko), Лавриновичи (Lawrynowicz), Лопацкие (Lopacki), Лозинские (Lozinski, v. Schwerdteu), Лубанка (Lubanka), Лысаковские (Lysakowski), Мальшицкие (Malszycki), Мельштынские (Melsztynski), Мясковские (Miaskowski), Михаловские (Michalowski), Мерчинские (Mierczynski), Мерженские (Mierzenski), Младковские (Mladkowski), Млашковские (Mlaszkowski), Млодковские (Mlodkowski), Мокерские (Mokierski), Монтивиды (Монвиды, Montiwid, Monwid), Монивидовичи (Monwidowicz), Морстины (Morstyn, Morsztyn), Мусичи (Musicz), Мутыкальские (Mutykalski), Мышковичи (Myszkowicz), Мытко (Mytko), Нармунты (Narmunt), Немержицы (Niemierzyc), Неселовские (Niesiolowski), Ниненские (Ninienski), Ниневские (Niniewski), Ноздровичи (Nozdrowicz), Одынец (Odyniec), Оклейские (Oklejski), Окушко (Okuszko), Олехновичи (Olechnowicz), Олеховичи (Olechowicz), Олешкевичи (Oleszkevicz) Осостовичи (Osostowicz), Осташкевичи (Ostaszkiewicz), Островские (Ostrowski), Остржешевичи (Ostrzeszewicz), Остржевские (Ostrzewski), Паалскнис (Paalsknis), Паценко, Пацына (Pacyna), Паевские (Pajewski), Парис (Parys), Пашковские (Paszkowski), Павша (Pausza, Pawsza), Павловские (Pawlowski), Пеховские, Пеграсевичи, Пящинские (Piaszczynski), Печиховские (Pieczychowski), Пенёнжек (Pieniazek), Петкевичи (Pietkiewicz), Пигловские (Piglowski), Пилецкие (Pilecki), Перуны (Piorun), Петровичи (Пиотровичи, Piotrowicz), Плавинские (Plawinski), Поблоцкие (Poblocki), Подляские (Podlaski), Подленские (Podleski), Погорские (Pogorski), Покрывницкие (Pokrywnicki), Покрживницкие (Pokrzywnicki), Полоневич (Połoniewicz), Полоцкие (Polocki), Полонские (Polonski), Поплавские (Poplawski), Прусские (Pruski), Прушаки (Pruszak), Прживидские (Przywidzki), Пташинские (Ptaszynski), Раковичи (Rakowicz), Рончковские (Raczkowski), Радванские (Radwanski), Раковицы (Rakowic), Рексц (Reksc), Рекуцы (Rekuc), Резвицы (Rezwic), Роговские (Rogowski), Рогозинские (Rohozinski), Ромашко (Romaszko), Розманик (Rozmanik), Рыковские (Rykowski), Рыкс (Ryx), Самотыцкие (Samotycki), Сцерские (Scierski), Щепицкие (Sczepicki), Сенпенские (Sepienski), Седлищенские (Siedliszczenski), Синявские, Сенявские (Sieniawski), Сенкевичи (Sienkiewicz), Серпские (Sierpski), Скиндер (Skinder), Скорупа (Skorupa), Скумины (Skumin, S. Tyszkiewicz), Славинские (Slawinski), Слотвинские (Slotwinski), Словацкие (Slowacki), Смойские (Smojski, Smoiski), Сонгины (Songin), Специмирские (Specimirski), де Спинер (de Spiner), Сплавские (Splawski), Спытка (Spytka), Средзинские (Sredzinski), Сржедлинские (Srzedlinski), Сржедзинские (Srzedzinski), Станцевичи (Stancewicz), Станевичи (Staniewicz), Станилевичи (Stanilewicz), Старовольские (Starowolski), Старжеховские (Starzechowski), Сташкевичи (Staszkiewicz), Ставрило (Stawrylo), Стецевичи (Stecewicz), Стернские (Stiernski), Стрет-Тышкевичи (Stret Tyszkiewicz), Стрыйковские (Stryjkowski, Stryikowskj), Стрынковские, Сухоровские (Suchorowski), Судники (Sudnik), Сворские (Sworski), Шалькевичи (Szalkiewicz), Шанецкие (Szaniecki), Шаверновские (Szawernowski), Щепецкие (Szczepiecki), Шпинер (Szpiner), Шредзинские (Szredzinski), Шимкевичи (Szymkiewicz), Снядецкие (Sniadecki), Тарло (Tarlo), Тарнау (Tarnau, z Tarnowa), графы и дворяне Тарновские (Tarnowski, Tarnowski Scibor), Темрук (Tsiamruk), Томковичи (Tomkowicz), Товгины (Towgin), Трояновские (Trojanowski), Тржценские (Trzcienski, Trzcienski a Candem), Тулковские (Tulkowski), графы и дворяне Тышкевичи (Tyszkiewicz), Улензгелло (Ulezgiello), Урак (Urak), Устарбовские (Ustarbowski), Вирион (Virion), Вапчинские (Wapczynski), Варденские (Wardeski), Варнсдорф (Warnsdorf), Василевичи (Wasilewicz), Венсерские (Wesierski), Вянз (Wiaz), Вяжевичи (Wiazewicz, Wiaziewicz), Ведецкие, Верошемские (Wieroszemski), Вероземские (Wierozemski), Ветцкие (Wietcki, Wietski), Венцлавские (Wieclawski), Вишацкие (Wiszacki), Витцкие (Witcki), графы и дворяне Водзицкие (Wodzicki), Вояковские (Wojakowski), Вояновские (Wojanowski), Вржосек (Wrzosek), Выроземские (Wyrozemski), Выржиковские (Wyrykowski, Wyrzykowski), Выскоцкие (Wyskocki), Высоцкие (Wysocki), Выжиковские, Забороские, Заборские (Zaborski), Забржезинские (Zabrzezinski), Захаревичи, Зайончковские (Zajaczkowski), Завадские (Zawadzki), Жаглинские (Zaglinski), Жарские (Zarski), Жулавские (Zulawski), Журовские (Zurowski), Звери (Zwier, Z. Tyszkiewicz), Жичинские (Zyczynski), Жилевские (Zylowski), Ильясевичи/Ильяшевичи (Ilyasevicz/Iljaszewicz); Лелива изм.: Абрамовичи (Abramowicz), Адамовичи (Adamowicz), Бобинские (Bobinski), Цудовские (Cudowski), Дашкевичи (Daszkiewicz), Островские (Ostrowski), Пеховские (Piechowski z Kosbut Skoczek), Петрасевичи (Pietrasiewicz), Петрашевичи (Pietraszewicz), Пилецкие (Pilecki), Розманик (Rozmanik), Ветецкие (Wietecki), графы фон Тышкевич-Каленицкие (von Tyszkiewicz-Kalenicki, Зенковичи (Zienkowicz).
Лелива 2Иржиковичи.
Лелива 3Пруские, Водзицкие.
Лелива 4Тржценские.
Леливы (Leliwy)Бернатовичи (Bernatowicz, Towgin).